# Economia dell'India

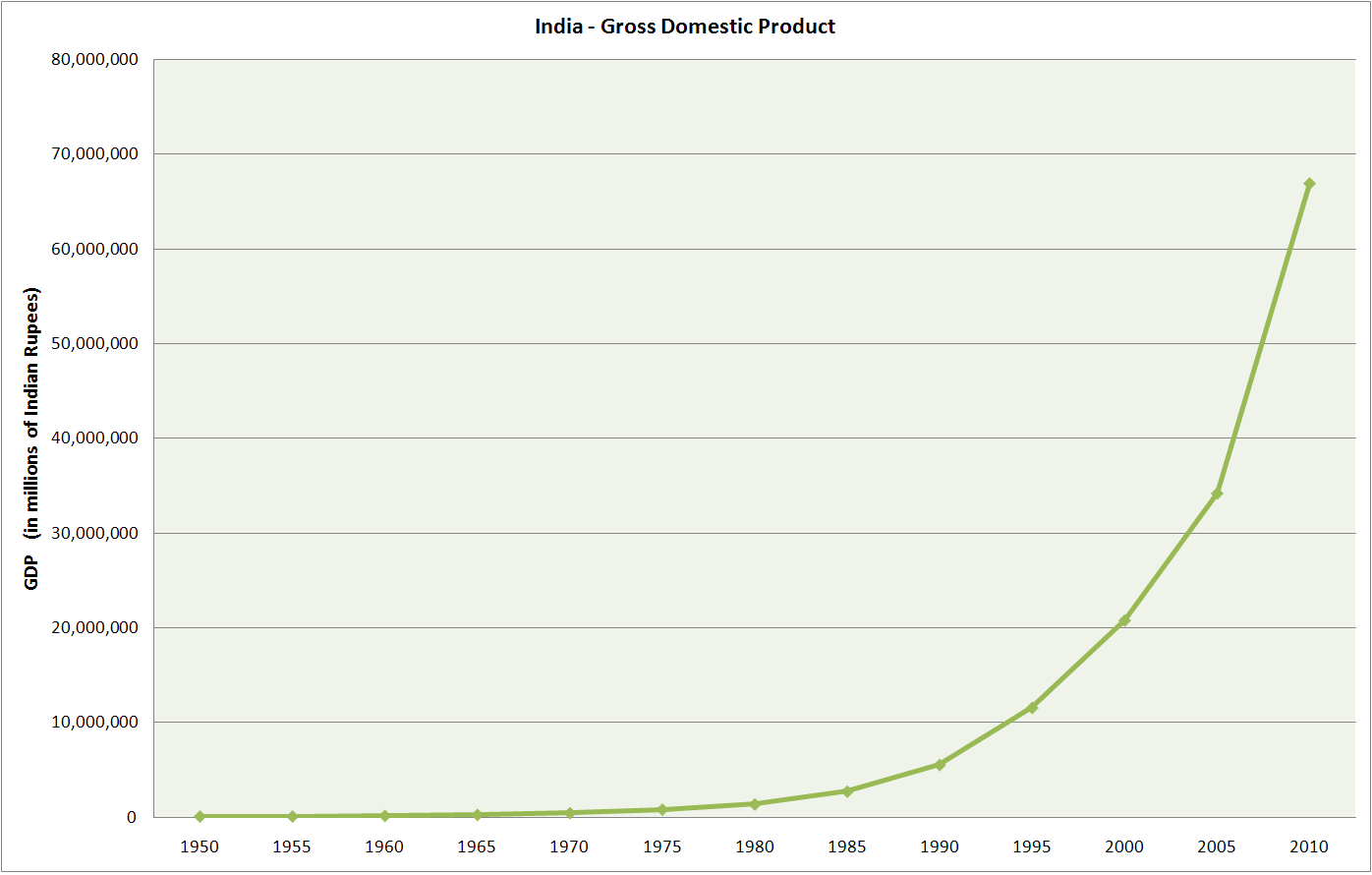
Curva indicante la crescita del prodotto interno lordo indiano dal 1950 al 2010

L'economia dell'India è tra quelle in maggior crescita al mondo. È costituita da elementi intensamente diversificati, che spaziano dall'agricoltura di sussistenza ai settori industriali più avanzati. I settori trainanti, in particolare nell'esportazione, sono comunque quelli dei servizi e il terziario avanzato, anche se due terzi della popolazione indiana ricava ancora il proprio reddito direttamente o indirettamente dall'agricoltura.

## Caratteristiche
La storia dell'economia indiana si può dividere in tre grandi periodi: quello precedente all'avvento della colonizzazione britannica; quello che, nel corso del XVII secolo, segna l'inizio del periodo coloniale e termina con l'indipendenza ottenuta nel 1947; il terzo periodo, infine, si estende dal 1947 all'epoca contemporanea e consiste nell'economia indiana moderna, favorita dall'indipendenza dal Regno Unito. In epoca moderna, l'India è diventata una delle principali destinazioni per le multinazionali, le quali delocalizzano i servizi alla clientela occidentale, sfruttando i minori costi dei paesi a più basso reddito.
Per gran parte della sua storia come paese indipendente, l'India ha adottato un approccio economico di stampo socialista, con stretti controlli governativi sull'impresa privata, sul commercio estero e sugli investimenti provenienti da paesi stranieri. A partire dai primi anni novanta del XX secolo, il paese ha adottato diverse riforme economiche, che hanno ridotto il controllo statale sugli investimenti e sul commercio con l'estero. Tali riforme hanno inoltre introdotto politiche sul diritto d'autore e la proprietà privata simili ai paesi occidentali e diversi dalla concorrente economia cinese. Le privatizzazioni delle aziende pubbliche e le aperture in certi settori economici ad attori privati o stranieri sono tuttavia oggetto di un dibattito politico, elemento che ne ha rallentato il decorso.
Uno degli elementi caratterizzanti insiti nel sistema produttivo indiano è che una consistente parte della popolazione è in grado di esprimersi in lingua inglese e possiede un alto livello d'istruzione, in particolare nelle materie scientifiche. Questi elevati standard educativi hanno anche determinato uno sviluppo delle industrie legate al software e alla progettazione industriale: a titolo d'esempio, nel 2007 il valore annuo delle esportazioni di software è stato di 10 miliardi di dollari.
Nonostante i progressi, tuttavia, l'economia del paese corre su due binari paralleli, dovendo infatti affrontare rilevanti problemi di disparità sociale ed economica. Il principale è la povertà che, sebbene diminuita a partire dagli anni ottanta, ancora affligge una larga percentuale della popolazione. Ad essa si collegano la notevole disuguaglianza economica, registrata in crescita - poiché il progresso ha favorito le caste appartenenti agli strati superiori della società che godono anche di un maggiore grado di istruzione - e le disparità tra regioni ricche e aree povere. Altri problemi derivano dall'inefficienza pubblica, come l'alto livello di corruzione, la lentezza della burocrazia, la carenza di infrastrutture e l'efficienza sanitaria solo parziale.